# Тарілки (музичний інструмент)
Тарі́лки (італ. piatti, нім. Becken, англ. cymbals від грец. κυμβαλον — «кимвал») — ударний музичний інструмент з невизначеною висотою звуку. Тарілки відомі з часів стародавніх Єгипту, Індії, Китаю. В Європі відомі з середньовіччя.
Інструмент являє собою два диски, викувані зі спеціального сплаву, в основі якого лежить мідь, латунь, дзвонова бронза та ковка бронза. Використовують тарілки різної величини: малі — (25—35 см), середні — (37—45 см), великі (47—60 см), а також різної товщини.

## Парні тарілки (Clash cymbals)
Найхарактерніші в симфонічному оркестрі. На парних тарілках грають, вдаряючи однією по другій зустрічним ковзаючим рухом. Розрізняють відкритий удар, при якому тарілки продовжують вільно звучати та закритий, при якому краї тарілок виконавець притискає до плечей.

## Підвісні тарілки (Suspended cymbals)
В ударній установці за своїми функціями розрізняють декілька типів тарілок:
- Креш-тарілка (Crash cymbal)

(букв. — «тріскуча») — створює гучний, гострий, але порівняно короткий «тріск»,  52 KB, використовується для підкреслення акцентів. Найчастіше використовують тарілки з діаметром 406—485 мм. Одночасно в ударній установці використовують 1-2 креш-тарілки.
- Сплеш-тарілка (splash cymbal; букв. — «хлюпаюча») — маленька тарілка, що використовується для спеціального ефекту або акценту. Найчастіше має діаметр 6-12" (153—305 мм)
- Китайська тарілка (China cymbal) — тарілка зі специфічним порівняно низьким і глибоким звуком. Використовується, як ефект-тарілка.
- Гай-гет (Hi-hat) (від англ. high-hat, дослівно — «високий-капелюх»; фр. Charleston) — складається з двох тарілок, встановлених на металеву стійку, та педалі, що піднімає або опускає верхню тарілку в той час, як нижня залишається нерухомою. Грають на хай-хеті паличками або щітками.

Натискаючи на педаль, виконавець закриває верхньою тарілку нижню, відпускаючи — відкриває. Можлива і позиція «напіввідкритого» хету.
- Закритий хет дає короткий, приглушений звук  41 KB
  - Відкритий хет дає більш протяжний, «піщаний» звук. 58 KB
  - Іншим прийомом гри на хеті може бути удар верхньої тарілки по нижній (за допомогою педалі).  48 KB

В джазовій та рок-музиці на хай-хеті, як правило, виконують постійні ритмічну фігурації (рівні (або свінговані) вісімками або шістнадцятками).
Стандартний розмір тарілок — 14 дюймів (356 мм), рідше 13 дюймів (330 мм).
Сучасні хай-хет тарілки важчі, ніж креш-тарілки, що відбиває тенденцію до збільшення ваги хай-хетів, та зменшення — креш-тарілок. Характерно також складання хай-хету з різних тарілок, причому нижня тарілка — важча, ніж верхня.
- Райд-тарілка (ride cymbal, дослівно — «тарілка, що їде», «тарілка-їздець») — термін, очевидно, наданий завдяки властивості інструменту утримувати звук деякий час після удару.

Функція райд-тарілки — виконання ритмічної фігурації (так само, як і хай-хету, але переважно в повільнішому русі. В деяких композиціях, однак, ці інструменти навіть можуть чергуватись). Виконавець-правша встановлює райд-тарілку з правої сторони установки.
Звук райд-тарілки може варіюватись в залежності від прийомів гри:
- звичайний  61 KB
- по центру тарілки  71 KB
- По обідку тарілки  67 KB

Стандартний розмір райд-тарілки — 18—22" (458—560 мм)

## Нотація тарілок
В симфонічній партитурі партія тарілок пишеться на нитці над партією великого барабана, під партією малого барабана, в старих партитурах — на нотному стані, разом з великим барабаном, штилями вверх.
Нотацію тарілок та хетів в ударній установці див. в статті Ударна установка.